# Abracadabra (chanson)
Pour les articles homonymes, voir Abracadabra (homonymie).
Singles de Steve Miller Band
Heart Like a Wheel
(1981) Keeps Me Wondering Why
(1982)
Abracadabra est une chanson du groupe de rock américain Steve Miller Band qui fait partie de leur douzième album Abracadabra paru en juin 1982. Quelque temps avant la sortie de l'album, en mai, la chanson a été publiée en single. C'était le premier single de cet album.
Aux États-Unis, la chanson a passé deux semaines non consécutives (celles du 4 et du 25 septembre 1982) à la 1re place du Billboard Hot 100,,.
En 2024, le rappeur Eminem utilise un sample de la chanson pour son titre Houdini.